# 조엘린통
주엘린통 카시우 아폴리나리우 지리라 (Joelinton Cássio Apolinário de Lira, 1996년 8월 14일 ~ )는 브라질의 축구 선수이며, 뉴캐슬 유나이티드에서 미드필더로 뛰고 있다.

## 클럽 경력
조엘린통은 2012년에 스포르트 헤시피에 합류했다. 2015년 6월, 1899 호펜하임은 조엘린통과 5년 계약을 체결했다. 2016년 6월 23일, 조엘린통은 2년간 라피드 빈에 임대되었다.

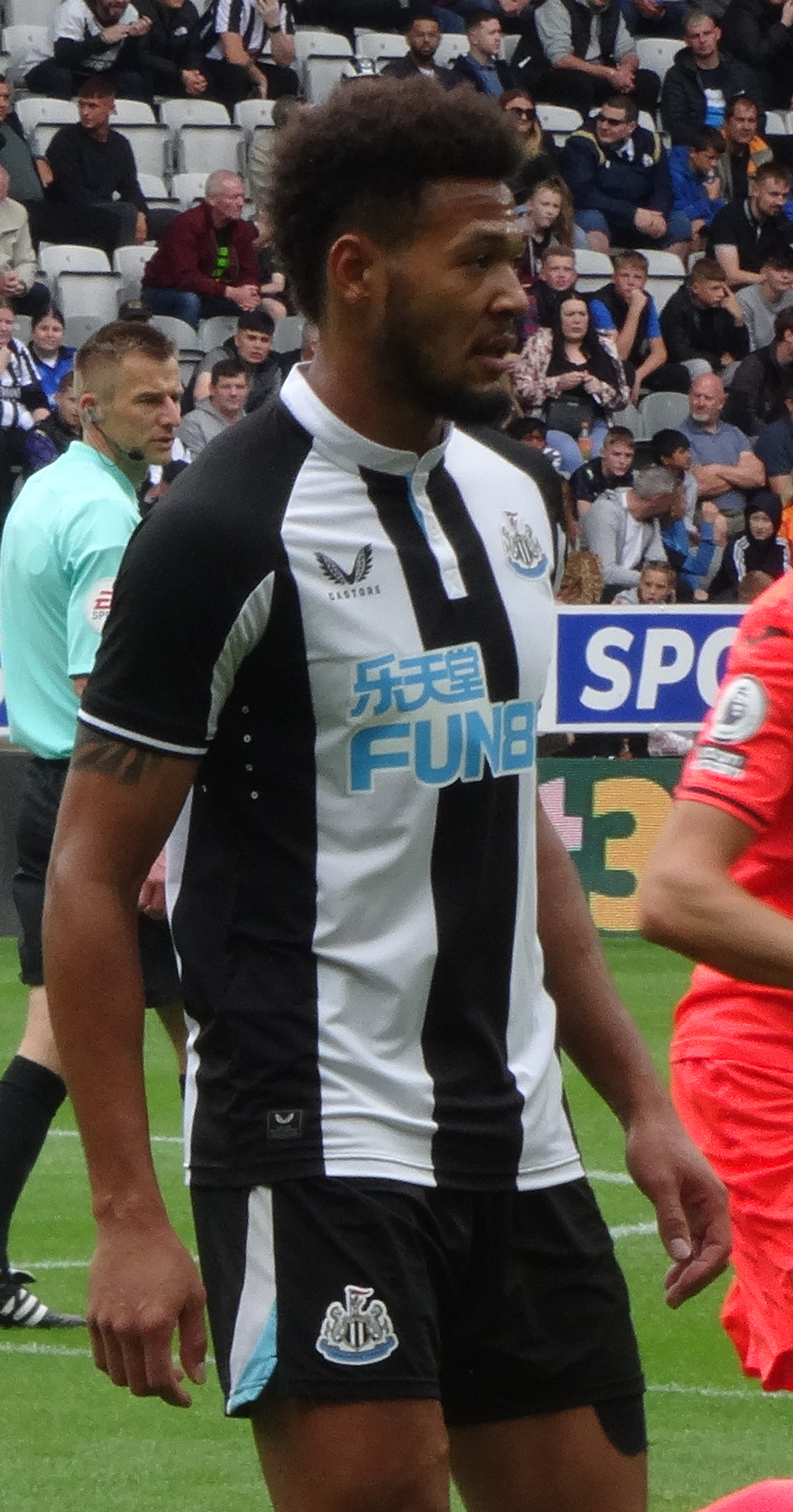
2021년 뉴캐슬 유나이티드에서 활약하는 조엘린통

2019년 7월 23일, 조엘린통은 뉴캐슬 유나이티드와 6년 계약을 체결하며 £4,000만의 클럽 기록적인 이적료로 합류했다. 2024년 4월 11일, 조엘린통은 뉴캐슬과 새로운 장기 계약을 체결했다.

## 주해
1. ↑  Daniel Sandford (2019년 7월 23일). “Profile on Brazilian Joelinton ace who smashes Newcastle's transfer record” (영국 영어). 2024년 11월 3일에 확인함.
2. ↑  “Newcastle sign Joelinton from Hoffenheim in club record deal”. 《Reuters》 (영국 영어). 2019년 7월 23일. 2024년 11월 3일에 확인함.
3. ↑  Tiplady, Jonny (2019년 7월 23일). “Newcastle United Complete Joelinton Signing” (미국 영어). 2024년 11월 3일에 확인함.
4. ↑  Waugh, Chris; Worville, Tom. “What Newcastle should do with Joelinton”. 《The New York Times》 (미국 영어). ISSN 0362-4331. 2024년 11월 3일에 확인함.
5. ↑  “Magpies confirm club record signing - Newcastle United” (영어). 2024년 11월 3일에 확인함.
6. ↑  “Joelinton: Newcastle sign Brazilian striker from Hoffenheim”. 《BBC Sport》 (영국 영어). 2019년 7월 23일. 2024년 11월 3일에 확인함.
7. ↑  McVeigh, Niall; Conn, David (2019년 7월 23일). “win79”. 《The Guardian》 (영국 영어). ISSN 0261-3077. 2024년 11월 3일에 확인함.
8. ↑  “Joelinton: Newcastle sign Brazilian striker from Hoffenheim”. 《BBC Sport》 (영국 영어). 2019년 7월 23일. 2024년 11월 3일에 확인함.
9. ↑  “Newcastle United: Joelinton signs new long-term contract”. 《BBC Sport》 (영국 영어). 2024년 4월 11일. 2024년 11월 3일에 확인함.
10. ↑  Millar, Colin. “Newcastle United’s Joelinton signs new four-year contract”. 《The New York Times》 (미국 영어). ISSN 0362-4331. 2024년 11월 3일에 확인함.